# Daemonorops asteracantha
Daemonorops asteracantha är en enhjärtbladig växtart som beskrevs av Odoardo Beccari. Daemonorops asteracantha ingår i släktet Daemonorops och familjen Arecaceae. Inga underarter finns listade i Catalogue of Life.